# Квотербек
Квотербек (енгл. Quarterback), скраћено QB је позиција у америчком фудбалу. Део је нападачке формације и налази се одмах иза офанзивне линије. Квотербекови су предводници напада, они планирају и предлажу тактику.
Приликом почетка напада, квотербек прима лопту од центра који му је додаје кроз ноге. Након тога квотербек или трчи према противничкој енд зони или додаје неком од хватача из своје екипе.